# Dispacheur
Dispacheur (engl. average adjuster, general adjuster) oder auch Havariekommissar ist eine Berufsbezeichnung der Schifffahrtsbranche. Der Dispacheur ist ein amtlich geprüfter Sachverständiger für die Schadensabwicklung einer Havarie-Grosse (auf Deutsch auch Große Haverei oder gemeinschaftliche Haverei genannt). Die Abwicklung einer Havarie wird Haverei genannt und ist im Handelsgesetzbuch (HGB) geregelt, auch das internationale Seehandelsrecht ist von Bedeutung. Der Dispacheur erstellt als Dienstleistung für die beteiligten Parteien des bei der Havarie entstandenen Schadens einen Schadensverteilungsplan, die Dispache.

## Aufgaben
Bei einer Havarie kann es zu Schäden bei Personen, den beteiligten Schiffen sowie ihrer Ladung kommen. Außerdem können Umweltbeeinträchtigungen oder Schadensersatzansprüche dritter Personen durch Folgeschäden hinzukommen. Ladung und Schiffe gehören meist vielen verschiedenen Eigentümern. Daher sind in der Regel die Ladung und manchmal selbst die verschiedenen Bestandteile der Schiffe bei verschiedenen Versicherungsunternehmen abgesichert. Die unterschiedlichen Risiken für ein und dieselbe Sache oder Person können ebenfalls bei unterschiedlichen Gesellschaften versichert sein.
Vereinfacht dargestellt, hat der Dispacheur die Aufgabe, auf Grund der festgestellten Schadensursache, des Schadensherganges und des Umfanges des Schadens zu ermitteln, welche materiellen Schäden den Beteiligten jeweils entstanden sind, wie und wo diese Schäden versichert sind und wer wofür haftbar gemacht werden kann. Dazu muss er detaillierte Kenntnisse des nationalen und internationalen See- und Versicherungsrechtes und über die Regelungen der Seefahrt und des Seehandels haben. Der Beruf vereint dabei Aspekte aus den Berufsfeldern Rechtsanwalt, Sachverständiger und Schlichter.
Beauftragt wird der Dispacheur von einer der beteiligten Reedereien, Versicherungen oder Befrachter. Der Auftrag ist Vertrauenssache, denn wenn sich die Beteiligten auf einen Dispacheur geeinigt haben, beugen sie sich im Regelfall seinem Schiedsspruch. Der Umfang der übertragenen Aufgaben und die Vergütung werden in einem Vertrag vorher festgelegt.
Die einzelnen Aufgaben des Dispacheurs sind sehr vielfältig und können ganze Expertenteams beschäftigen. Es kann mehrere Monate dauern, bis ein Fall abgeschlossen ist. Der Dispacheur geht mit allem in Vorleistung und bekommt nach erfolgreicher Beendigung ein Honorar von üblicherweise einem bis fünf Promille der Schadenssumme, die schnell einige Millionen Euro betragen kann.
Eine geregelte Ausbildung zu diesem Beruf gibt es nicht. Dispacheure können beispielsweise Schifffahrtskaufleute, Versicherungskaufleute, Sachverständige, Rechtsanwälte oder Seeleute sein, die sich entsprechend weitergebildet haben und die entsprechende Sachkundeprüfung ablegen.
In Deutschland gibt es nur ca. ein Dutzend Dispacheure, die in drei oder vier Gesellschaften arbeiten.

## Gesetzliche Grundlagen

### Deutschland
Der Dispacheur wird in § 595 HGB erwähnt.
Das Dispache-Verfahren wird in Deutschland der freiwilligen Gerichtsbarkeit zugeordnet; maßgeblich sind die Vorschriften der §§ 402 ff. FamFG.